# وودسبرينغ (دائرة انتخابية في المملكة المتحدة)
وودسبرينغ  (بالإنجليزية: Woodspring)‏ هي إحدى الدوائر الانتخابية في المملكة المتحدة الممثلة في مجلس العموم في برلمان المملكة المتحدة.
عضو البرلمان الذي يمثلها حالياً هو :Dr Liam Fox (Con).
‌